# IBOR
IBOR er en forkortelse af Interbank Offered Rate og er et sæt af interbankrenter (eller IBORs), som bruges som referencerenter.
På de finansielle markeder anvendes IBORs i mange forskellige valutaer. Den internationalt mest benyttede er LIBOR (USD, EUR, GBP, JPY og CHF), mens EURIBOR (EUR) er den næstmest benyttede. I Norden anvendes CIBOR (DKK), NIBOR (NOK) og STIBOR (SEK).
En IBOR opgøres ved at et repræsentativt panel af prime banks (såkaldte stillere eller panelbanker) hver bankdag indberetter deres (forventede) udlånsrente til andre prime banks (eller for nogle IBORs, bl.a. LIBOR, deres (forventede) indlånsrente til andre banker) på lån med forskellige løbetider. Typisk fjernes en andel af de højeste og laveste indberetninger for hver løbetid, og gennemsnittet af de resterende indberetninger er dagens officielle referencerentesats for de respektive løbetider.
Løbetiderne kan variere men typisk anvendes 1 dag (overnight), 1 uge, 1 måned, 3 måneder, 6 måneder og 12 måneder, hvoraf 3 måneder og 6 måneder er de mest udbredte som referencer. Risikoen øges med løbetiden, hvorfor renterne typisk vil være højere jo længere løbetid.
Formålet med interbankrenterne var at opgøre et niveau for bankernes egen lånerente (også kaldet fundingrente) og i praksis bør der ikke være en væsentlig forskel som følge af forskelle i definitioner, da den ene banks udlånsrente vil svare den anden banks indlånsrente. Interbankrenterne er såkaldte skønnede rentesatser, som bankerne ikke er forpligtede til at låne til, og i praksis sker der efter finanskrisen kun yderst begrænset lån mellem bankerne med længere løbetid. Dermed er IBOR ikke længere udtryk for bankerne faktiske fundingrente. Det har medført risiko for manipulation, da renterne ikke bygger på observerbare markedsdata fra faktiske handler, hvorfor man internationalt arbejder på at gå over til andre referencerenter som f.eks. CITA i Danmark, der bygger på observerbare markedsdata.
Typisk er risikoen ved et lån på 1 dag meget lille og dermed tæt på den forventede rente som kan opnås på risikofrie statsobligationer. Derfor sker der på trods af finanskrisen fortsat udlån mellem banker med meget kort løbetid, hvorfor nye referencerenter som CITA bygger på handlede renteswaps med løbetider på 3 og 6 måneder, hvor den næsten risikofrie 1 dags CIBOR kaldet T/N-renten udgør det variable ben.
Interbankrenterne bruges som variable referencerenter ved lån til virksomheder og eksempelvis boliglån til private, hvor lånets rente sættes til den variable referencerente plus en (fast) marginal. Dermed svinger lånets rente over lånets løbetid afhængig af udviklingen i referencerenten.
Referencerenterne bruges også i derivatkontrakter som renteswaps, der bl.a. anvendes til at afdække renterisikoen på variabelt forrentede lån.